# Johann Christoph Bach (1645-1693)
Johann Christoph Bach (22 de febrer de 1645 - 26 d'agost de 1693) va ser un violinista i compositor alemany. Se l'hi atribueix la composició de l'ària fúnebre Nun ist alles überwunden.
Va néixer a Erfurt el 22 de febrer de 1645. Era fill de Christoph Bach i germà bessó de Johann Ambrosius Bach, el pare de Johann Sebastian Bach. L'any 1671 va aconseguir el càrrec de violinista a la cort del comte de Schwarzbourg-Arnstadt i a les esglésies d'Arnstadt. A partir del 1682 també va aconseguir algun càrrec musical de més prestigi. Va morir a Arnstadt el 26 d'agost de 1693.
Varen ser fill seus:
- Johann Ernst Bach (1683-1739).
- Johann Christoph Bach (1689-1740).